# Russell Booth Amos
Pour les articles homonymes, voir Amos.
Russell Booth Amos, né en 1928 en Angleterre et mort à Awbridge, Test Valley, dans le Hampshire en 1998, est un écrivain britannique, auteur de romans policiers.

## Biographie
Il publie deux romans policiers au début des années 1960. Le second, Wasp in the Web (1961), traduit en France dans la Série noire sous le titre Une guêpe dans la ruche, met en scène un membre d'un groupe d'extrême-droite qui, en raison d'un différend personnel avec ses chefs, entre en lutte contre eux. Selon Claude Mesplède, un « livre éminemment curieux et d'une totale ambiguïté idéologique ».

## Œuvre

### Romans
- Perhaps I Look Simple (1960)
- Wasp in the Web (1961) Publié en français sous le titre Une guêpe dans la ruche, traduit par Chantal Wourgaft, Paris, Gallimard, Série noire no 828, 1963

## Sources
- Claude Mesplède et Jean-Jacques Schleret, SN, voyage au bout de la Noire : inventaire de 732 auteurs et de leurs œuvres publiés en séries Noire et Blème : suivi d'une filmographie complète, Paris, Futuropolis, 1982, 476 p. (OCLC 11972030), p. 19.